# 格蘭丁 (密蘇里州)
格蘭丁（英語：Grandin）是位於美國密蘇里州卡特縣的城市。

## 人口
根據2020年美國人口普查的數據，格蘭丁的面積為1.04平方千米，皆為陸地。當地共有人口226人，而人口密度為每平方千米217人。